# Henry Wylie Norman

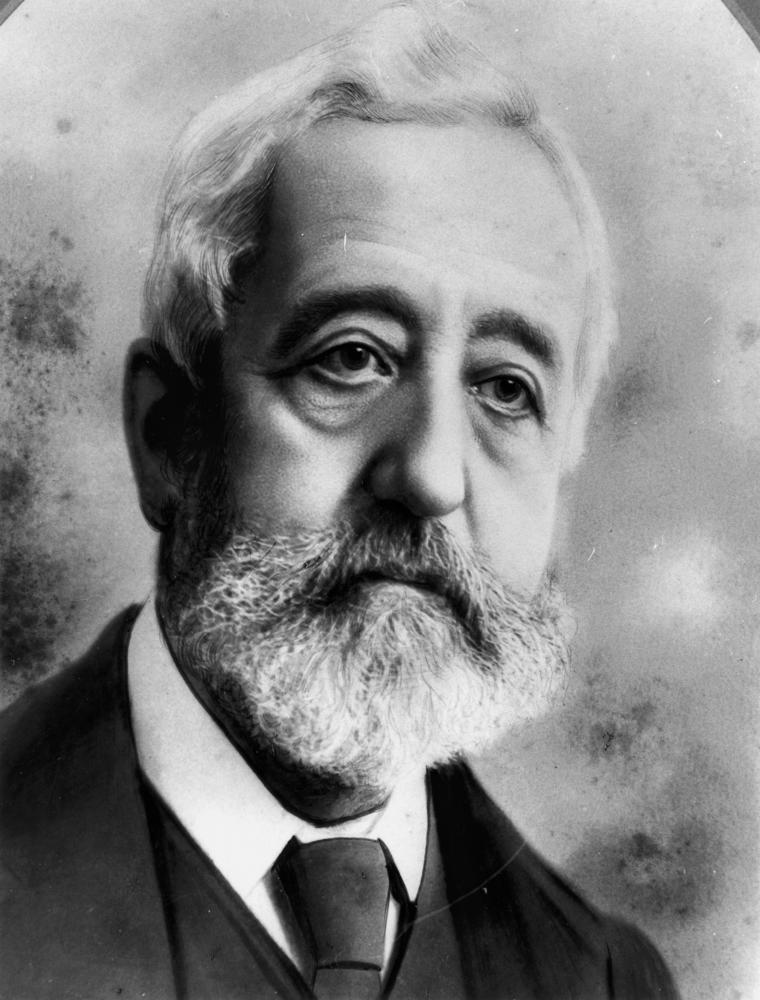
Henry Wylie Norman

sir Henry Wylie Norman, född 2 december 1826 i London, död 26 oktober 1904 i Chelsea, var en brittisk militär. 
Norman blev 1844 fänrik vid Ostindiska kompaniets armé och deltog som ung löjtnant i andra sikhkriget (1848-1849), bl.a. i slagen vid Chilianwalla och Gujrat. Under sepoyupproret (1857-1859) utmärkte han sig särskilt vid belägringen av Delhi, där han var den belägrande styrkans generaladjutant, samt vid undsättningen av Lucknow och återerövringen av Cawnpur. 
Sedan brittiska kronan direkt övertagit Indiens förvaltning, inlade Norman stora förtjänster i organisationen av den nya indiska arméns stab och befordringsväsen och belönades med utnämning till överstelöjtnant. Han blev 1862 militärdepartementets sekreterare och 1869 generalmajor, hedrades 1873 med knight-värdighet samt var 1870-1877 militär medlem av vicekungens råd; vid hemfärden från Indien blev han 1877 generallöjtnant och 1878 medlem av indiska rådet i London; 1882 blev han general. 
Norman var 1882-1888 guvernör över Jamaica och 1889-1895 Queenslands guvernör, på båda dessa poster högt uppskattad av befolkningen. Han avböjde 1893 det honom av Gladstone erbjudna vicekungsämbetet i Indien, blev 1896 Queenslands officielle representant (agent general) i London, 1901 guvernör över invalidhuset i Chelsea och i samband med Edvard VII:s kröning 1902 fältmarskalk. 
Normans sista offentliga uppdrag var det krävande värvet som militär medlem av den stora undersökningskommissionen rörande boerkriget. Norman skrev bl.a. Narrative of the campaign of the Delhi army (1857) och Relief of Lucknow (s.å.). Jfr W. Lee Warner, "Memoirs of field-marshal sir Henry Wylie Norman" (1908).